# ألعاب القوى في الألعاب الأولمبية الصيفية 2024 – سباق 100 متر حواجز للسيدات
أقيمت مسابقة 100 متر حواجز للسيدات في دورة الألعاب الأولمبية الصيفية 2024 في أربع جولات في ستاد فرنسا في باريس، فرنسا، بين 7 و10 أغسطس 2024. تعتبر هذه هي المرة الرابعة عشرة التي تقام فيها مسابقة 100 متر حواجز للسيدات في الألعاب الأولمبية الصيفية.

## خلفية
تمت إضافة أول مسابقة سباق حواجز للسيدات ضمن برنامج دورة الألعاب الأولمبية عام 1932 في شكل سباق 80 مترًا حواجز. في دورة الألعاب الأوليمبية عام 1972، تم توسيع مسافة السيدات إلى سباق 100 متر حواجز.
| سجل                   | رياضي (دولة)                            | الوقت (ثانية) | الموقع                  | التاريخ       |
| --------------------- | --------------------------------------- | ------------- | ----------------------- | ------------- |
| الرقم القياسي العالمي | توبي أموسان (نيجيريا)                   | 12.12         | يوجين، الولايات المتحدة | 24 يوليو 2022 |
| السجل الأولمبي        | جاسمين كاماتشو كوين (بورتوريكو)         | 12.26         | طوكيو، اليابان          | 1 أغسطس 2021  |
| الرقم الرائد عالميًا   | ماساي راسل (الولايات المتحدة الأمريكية) | 12.25         | يوجين، الولايات المتحدة | 30 يونيو 2024 |

| أرقام قياسية للمنطقة                                             | رياضي (دولة)                                | زمن (ثوانٍ) |
| ---------------------------------------------------------------- | ------------------------------------------- | ---------- |
| أفريقيا (الأرقام القياسية)                                       | توبي أموسان (نيجيريا)                       | 12.12 ر.ع  |
| آسيا (الأرقام القياسية)                                          | أولغا شيشيجينا (كازاخستان)                  | 12.44      |
| أوروبا (الأرقام القياسية)                                        | يوردانكا دونكوفا (بلغاريا)                  | 12.21      |
| أمريكا الشمالية والوسطى ومنطقة البحر الكاريبي (الأرقام القياسية) | كيندرا هاريسون (الولايات المتحدة الأمريكية) | 12.20      |
| أوقيانوسيا (الأرقام القياسية)                                    | سالي بيرسون (أستراليا)                      | 12.28      |
| أمريكا الجنوبية (الأرقام القياسية)                               | ماريبيل كايسيدو (الإكوادور)                 | 12.49      |

## التأهيل
بالنسبة لسباق 100 متر حواجز للسيدات، كانت فترة التأهيل بين 1 يوليو 2023 و30 يونيو 2024. تمكنت 40 رياضبة من التأهل للحدث، بحد أقصى ثلاثة رياضيات لكل دولة، من خلال الركض بسرعة دخول 12.77 ثانية أو أسرع أو حسب تصنيف ألعاب القوى العالمي لهذا الحدث.

## النتائج

### الجولة الأولى

#### تصفيات الجولة الأولى
نتائج تصفيات الجولة الأولى من سباق 100 متر حواجز للسيدات.
| المركز             | المسار             | الرياضية            | البلد              | الوقت          | الملاحظات      |
| ------------------ | ------------------ | ------------------- | ------------------ | -------------- | -------------- |
| 1                  | 9                  | توبي أموسان         | نيجيريا            | 12.49          | Q              |
| 2                  | 7                  | أليشا جونسون        | الولايات المتحدة   | 12.61          | Q              |
| 3                  | 4                  | جانيك براون         | جامايكا            | 12.84          | Q              |
| 4                  | 2                  | ماكو فوكوبي         | اليابان            | 12.85          | q              |
| 5                  | 3                  | سيدوني فيادانانتسوا | مدغشقر             | 12.92          |                |
| 6                  | 8                  | وو ياني             | الصين              | 12.97          |                |
| 7                  | 5                  | مايكي تين آليم      | هولندا             | 12.98          |                |
| 8                  | 6                  | ماريبيل كايسيدو     | الإكوادور          | 13.05          |                |
| اتجاه وسرعة الرياح | اتجاه وسرعة الرياح | اتجاه وسرعة الرياح  | اتجاه وسرعة الرياح | -0.1 متر/ثانية | -0.1 متر/ثانية |

#### تصفيات الجولة الثانية
نتائج تصفيات الجولة الثانية من سباق 100 متر حواجز للسيدات.
| المركز             | المسار             | الرياضية            | البلد              | الوقت         | الملاحظات     |
| ------------------ | ------------------ | ------------------- | ------------------ | ------------- | ------------- |
| 1                  | 2                  | جاسمين كاماتشو كوين | بورتوريكو          | 12.42         | Q             |
| 2                  | 9                  | سيندي سيمبر         | بريطانيا العظمى    | 12.62         | Q             |
| 3                  | 8                  | بيا سكرزيسوفسكا     | بولندا             | 12.72         | Q             |
| 4                  | 7                  | دينيشا كارترايت     | جزر البهاما        | 12.89         |               |
| 5                  | 4                  | يومي تاناكا         | اليابان            | 12.90         |               |
| 6                  | 6                  | إيبوني موريسون      | ليبيريا            | 12.93         |               |
| 7                  | 3                  | سيليست موتشي        | أستراليا           | 13.05         |               |
| 8                  | 5                  | إميليا تشاتفيلد     | هايتي              | 13.06         |               |
| اتجاه وسرعة الرياح | اتجاه وسرعة الرياح | اتجاه وسرعة الرياح  | اتجاه وسرعة الرياح | 0.0 متر/ثانية | 0.0 متر/ثانية |

#### تصفيات الجولة الثالثة
نتائج تصفيات الجولة الثالثة من سباق 100 متر حواجز للسيدات.
| المركز             | المسار             | الرياضية            | البلد              | الوقت           | الملاحظات       |
| ------------------ | ------------------ | ------------------- | ------------------ | --------------- | --------------- |
| 1                  | 6                  | ماساي راسل          | الولايات المتحدة   | 12.53           | Q               |
| 1                  | 9                  | نادين فيسر          | هولندا             | 12.53           | Q               |
| 3                  | 3                  | سيرينا سامبا-ماييلا | فرنسا              | 12.56           | Q               |
| 4                  | 8                  | كاريزما تايلور      | جزر البهاما        | 12.78           | q               |
| 5                  | 2                  | مريم عبد الرشيد     | كندا               | 12.80           | q               |
| 6                  | 7                  | ريتا هورسكي         | فنلندا             | 12.96           |                 |
| 7                  | 5                  | غريتا كيريكس        | المجر              | 13.50           |                 |
| 8                  | 4                  | ميشيل جينيك         | أستراليا           | 20.85           |                 |
| اتجاه وسرعة الرياح | اتجاه وسرعة الرياح | اتجاه وسرعة الرياح  | اتجاه وسرعة الرياح | + 0.8 متر/ثانية | + 0.8 متر/ثانية |

#### تصفيات الجولة الرابعة
نتائج تصفيات الجولة الرابعة من سباق 100 متر حواجز للسيدات.
| المركز             | المسار             | الرياضية           | البلد              | الوقت         | الملاحظات     |
| ------------------ | ------------------ | ------------------ | ------------------ | ------------- | ------------- |
| 1                  | 9                  | دانيلا وليامز      | جامايكا            | 12.59         | Q             |
| 2                  | 6                  | سارة لافين         | جزيرة أيرلندا      | 12.73         | Q             |
| 3                  | 2                  | ديتاجي كامبوندجي   | سويسرا             | 12.81         | Q             |
| 4                  | 4                  | ماريون فوري        | جنوب إفريقيا       | 12.91         |               |
| 5                  | 8                  | ليتيشيا بابت       | فرنسا              | 13.04         |               |
| 6                  | 5                  | لوكا كوزاك         | المجر              | 13.11         |               |
| 7                  | 3                  | جيوثي ياراجي       | الهند              | 13.16         |               |
|                    | 7                  | يوفيني موتا        | فنزويلا            | DQ            |               |
| اتجاه وسرعة الرياح | اتجاه وسرعة الرياح | اتجاه وسرعة الرياح | اتجاه وسرعة الرياح | 0.0 متر/ثانية | 0.0 متر/ثانية |

#### تصفيات الجولة الخامسة
نتائج تصفيات الجولة الخامسة من سباق 100 متر حواجز للسيدات.
| المركز             | المسار             | الرياضية           | البلد              | الوقت          | الملاحظات      |
| ------------------ | ------------------ | ------------------ | ------------------ | -------------- | -------------- |
| 1                  | 3                  | أكيرا نوغينت       | جامايكا            | 12.65          | Q              |
| 2                  | 2                  | ديفين تشارلتون     | جزر البهاما        | 12.71          | Q              |
| 3                  | 9                  | غريس ستارك         | الولايات المتحدة   | 12.72          | Q              |
| 4                  | 5                  | ليز كلاي           | أستراليا           | 12.94          |                |
| 5                  | 4                  | لوتا هارالا        | فنلندا             | 12.97          |                |
| 6                  | 7                  | فيكتوريا فورستر    | سلوفاكيا           | 13.08          |                |
| 7                  | 6                  | لين يووي           | الصين              | 13.24          |                |
| 8                  | 8                  | ميشيل هاريسون      | كندا               | 13.40          |                |
| اتجاه وسرعة الرياح | اتجاه وسرعة الرياح | اتجاه وسرعة الرياح | اتجاه وسرعة الرياح | -0.6 متر/ثانية | -0.6 متر/ثانية |

### جولة الإعادة
أقيمت جولة الإعادة في 8 أغسطس، بدءًا من الساعة 10:35 (UTC+2) صباحًا.

#### جولة الإعادة الأولى
نتائج جولة الإعادة الأولى التأهيلية سباق 100 متر حواجز للسيدات.
| المركز             | المسار             | الرياضية           | البلد              | الوقت           | الملاحظات       |
| ------------------ | ------------------ | ------------------ | ------------------ | --------------- | --------------- |
| 1                  | 4                  | ماريون فوري        | جنوب إفريقيا       | 12.79           | Q               |
| 2                  | 5                  | مايكي تين آليم     | هولندا             | 12.87           | Q, SB           |
| 3                  | 2                  | فيكتوريا فورستر    | سلوفاكيا           | 12.88           |                 |
| 4                  | 8                  | جيوثي ياراجي       | الهند              | 13.17           |                 |
| 5                  | 7                  | غريتا كيريكس       | المجر              | 13.20           |                 |
| 6                  | 3                  | إميليا شاتفيلد     | هايتي              | 13.24           |                 |
| 7                  | 6                  | ميشيل جينيك        | أستراليا           | 13.86           |                 |
| اتجاه وسرعة الرياح | اتجاه وسرعة الرياح | اتجاه وسرعة الرياح | اتجاه وسرعة الرياح | + 0.1 متر/ثانية | + 0.1 متر/ثانية |

#### جولة الإعادة الثانية
نتائج جولة الإعادة الثانية التأهيلية سباق 100 متر حواجز للسيدات.
| المركز             | المسار             | الرياضية           | البلد              | الوقت          | الملاحظات      |
| ------------------ | ------------------ | ------------------ | ------------------ | -------------- | -------------- |
| 1                  | 4                  | إيبوني موريسون     | ليبيريا            | 12.82          | Q              |
| 2                  | 2                  | ماريبيل كايسيدو    | الإكوادور          | 12.83 (.828)   | Q              |
| 3                  | 6                  | ريتا هورسكي        | فنلندا             | 12.83 (.830)   |                |
| 4                  | 8                  | ليتيشيا بابت       | فرنسا              | 12.92          |                |
| 5                  | 3                  | سيليست موتشي       | أستراليا           | 13.00          |                |
| 6                  | 5                  | لين يووي           | الصين              | 13.13          |                |
| 7                  | 7                  | ميشيل هاريسون      | كندا               | 13.30          |                |
| اتجاه وسرعة الرياح | اتجاه وسرعة الرياح | اتجاه وسرعة الرياح | اتجاه وسرعة الرياح | +0.4 متر/ثانية | +0.4 متر/ثانية |

#### جولة الإعادة الثالثة
نتائج جولة الإعادة الثالثة التأهيلية سباق 100 متر حواجز للسيدات.
| المركز             | المسار             | الرياضية            | البلد              | الوقت          | الملاحظات      |
| ------------------ | ------------------ | ------------------- | ------------------ | -------------- | -------------- |
| 1                  | 6                  | لوتا هارالا         | فنلندا             | 12.86          | Q              |
| 2                  | 8                  | يومي تاناكا         | اليابان            | 12.89          | Q              |
| 3                  | 2                  | لوكا كوزاك          | المجر              | 12.96          | SB             |
| 4                  | 3                  | وو ياني             | الصين              | 12.98          |                |
| 5                  | 5                  | ليز كلاي            | أستراليا           | 12.99          |                |
| 6                  | 7                  | سيدوني فيادانانتسوا | مدغشقر             | 13.12          |                |
| 7                  | 4                  | دينيشا كارترايت     | جزر البهاما        | 13.45          |                |
| اتجاه وسرعة الرياح | اتجاه وسرعة الرياح | اتجاه وسرعة الرياح  | اتجاه وسرعة الرياح | -0.2 متر/ثانية | -0.2 متر/ثانية |

### الدور نصف النهائي
أقيمت مباريات الدور نصف النهائي يوم 9 أغسطس، ابتداءً من الساعة 12:05 (UTC+2) بعد الظهر.

#### نصف النهائي الأول
نتائج جولة نصف النهائي الأول المؤهلة لنهائي سباق 100 متر حواجز للسيدات.
| المركز             | المسار             | الرياضية             | البلد              | الوقت          | الملاحظات      |
| ------------------ | ------------------ | -------------------- | ------------------ | -------------- | -------------- |
| 1                  | 4                  | غريس ستارك           | الولايات المتحدة   | 12.39          | Q              |
| 2                  | 7                  | ديفين تشارلتون       | جزر البهاما        | 12.50          | Q              |
| 3                  | 6                  | أولواتوبيلوبا أموسان | نيجيريا            | 12.55 (.548)   |                |
| 3                  | 8                  | بيا سكرزيسوفسكا      | بولندا             | 12.55 (.548)   |                |
| 5                  | 3                  | مريم عبد الرشيد      | كندا               | 12.60          | PB             |
| 6                  | 5                  | دانيلا وليامز        | جامايكا            | 12.82          |                |
| 7                  | 9                  | يومي تاناكا          | اليابان            | 12.91          |                |
|                    | 2                  | إيبوني موريسون       | ليبيريا            | DQ             |                |
| اتجاه وسرعة الرياح | اتجاه وسرعة الرياح | اتجاه وسرعة الرياح   | اتجاه وسرعة الرياح | +0.5 متر/ثانية | +0.5 متر/ثانية |

#### نصف النهائي الثاني
نتائج جولة نصف النهائي الثاني المؤهلة لنهائي سباق 100 متر حواجز للسيدات.
| المركز             | المسار             | الرياضية           | البلد              | الوقت          | الملاحظات      |
| ------------------ | ------------------ | ------------------ | ------------------ | -------------- | -------------- |
| 1                  | 4                  | أليشا جونسون       | الولايات المتحدة   | 12.34          | Q              |
| 2                  | 7                  | نادين فيسر         | هولندا             | 12.43          | Q              |
| 3                  | 8                  | كاريزما تايلور     | جزر البهاما        | 12.63          | PB             |
| 4                  | 9                  | ماريبيل كايسيدو    | الإكوادور          | 12.67          |                |
| 5                  | 6                  | ديتاجي كامبوندجي   | سويسرا             | 12.68          |                |
| 6                  | 4                  | سارة لافين         | جزيرة أيرلندا      | 12.69          |                |
| 7                  | 9                  | جانيك براون        | جامايكا            | 12.92          |                |
| 8                  | 2                  | لوتا هارالا        | فنلندا             | 13.05          |                |
| اتجاه وسرعة الرياح | اتجاه وسرعة الرياح | اتجاه وسرعة الرياح | اتجاه وسرعة الرياح | +0.4 متر/ثانية | +0.4 متر/ثانية |

#### نصف النهائي الثالث
نتائج جولة نصف النهائي الثالث المؤهلة لنهائي سباق 100 متر حواجز للسيدات.
| المركز             | المسار             | الرياضية            | البلد              | الوقت          | الملاحظات      |
| ------------------ | ------------------ | ------------------- | ------------------ | -------------- | -------------- |
| 1                  | 5                  | جاسمين كاماتشو كوين | بورتوريكو          | 12.35          | Q              |
| 2                  | 7                  | ماساي راسل          | الولايات المتحدة   | 12.42          | Q              |
| 3                  | 4                  | أكيرا نوغينت        | جامايكا            | 12.44          | q              |
| 4                  | 6                  | سيرينا سامبا-ماييلا | فرنسا              | 12.52          | q              |
| 5                  | 3                  | ماكو فوكوبي         | اليابان            | 12.89          |                |
| 6                  | 9                  | ماريون فوري         | جنوب إفريقيا       | 13.01          |                |
| 7                  | 2                  | مايكي تين آليم      | هولندا             | 13.03          |                |
|                    | 8                  | سيندي سيمبر         | بريطانيا العظمى    | DNF            |                |
| اتجاه وسرعة الرياح | اتجاه وسرعة الرياح | اتجاه وسرعة الرياح  | اتجاه وسرعة الرياح | -0.7 متر/ثانية | -0.7 متر/ثانية |

### النهائي
أقيمت المباراة النهائية في 10 أغسطس، ابتداءً من الساعة 19:45 (UTC+2) في المساء.
| المركز             | المسار             | الرياضية            | البلد              | ردة الفعل      | الوقت          |
| ------------------ | ------------------ | ------------------- | ------------------ | -------------- | -------------- |
| الأول              | 5                  | ماساي راسل          | الولايات المتحدة   | 0.137          | 12.33          |
| الثاني             | 2                  | سيرينا سامبا-ماييلا | فرنسا              | 0.143          | 12.34          |
| الثالث             | 7                  | جاسمين كاماتشو كوين | بورتوريكو          | 0.173          | 12.36          |
| 4                  | 3                  | نادين فيسر          | هولندا             | 0.134          | 12.43 (.425)   |
| 5                  | 4                  | غريس ستارك          | الولايات المتحدة   | 0.161          | 12.43 (.428)   |
| 6                  | 8                  | ديفين تشارلتون      | جزر البهاما        | 0.203          | 12.56          |
| 7                  | 6                  | ألايشا جونسون       | الولايات المتحدة   | 0.151          | 12.93          |
| —                  | 9                  | أكيرا نوغينت        | جامايكا            | 0.138          | DNF            |
| اتجاه وسرعة الرياح | اتجاه وسرعة الرياح | اتجاه وسرعة الرياح  | اتجاه وسرعة الرياح | +0.2 متر/ثانية | +0.2 متر/ثانية |